# Kitakami (Iwate)
Kitakami (北上市 Kitakami-shi?) es una ciudad localizada en la prefectura de Iwate, Japón. En octubre de 2019 tenía una población estimada de 92.447 habitantes y una densidad de población de 211 personas por km². Su área total es de 437,55 km².

## Geografía

### Localidades circundantes
- Prefectura de Iwate
  - Hanamaki
  - Kanegasaki
  - Nishiwaga
  - Ōshū

## Demografía
Según los datos del censo japonés, esta es la población de Kitakami en los últimos años.
| 1995   | 2000   | 2005   | 2010   | 2015   |
| ------ | ------ | ------ | ------ | ------ |
| 87.969 | 91.501 | 94.321 | 93.138 | 93.511 |

## Relaciones internacionales

### Ciudades hermanadas
- Concord, Estados Unidos – desde el 25 de octubre de 1974
- Sanmenxia, China – desde el 25 de mayo de 1985